# Милославичский сельсовет (Климовичский район)
Милославичский сельсовет (белор. Мілаславіцкі сельсавет) — административная единица на территории Климовичского района Могилёвской области Белоруссии. Административный центр — агрогородок Милославичи.

## История
Сельский Совет был образован в 1923 году.
В состав Совета входили следующие населенные пункты: Милославичи, Иванова Слобода, Николаевка, Дыдино, Третной Угол.
В апреле 1960 года в состав Совета вошли деревни Макеевичи, Переволошня, Гульки, Совна, Питер, Ильюхино, Приволье (входили в состав упраздненного Макеевичского сельсовета), с 1965 года — Титовка, Тарасовичи, Ворошиловка, Даниловка, Старый Стан, Склимин (бывший Склиминский сельсовет).
21 июня 2023 года в состав Милославичского сельсовета включена часть населённых пунктов упразднённого Галичского сельсовета (деревни Артёмовка, Василёвка, Галичи, Завидовка, Иванова Слобода, Касперка, Ледешня, Недведь, Николаевка, Петровка, Пислятино, Пожарь, Путимель, Селище, Соболевка, Соколовка, Стайки, Федотова Буда).

## Состав
Включает 32 населённых пунктов:
- Артёмовка — деревня.
- Василёвка — деревня.
- Галичи — деревня.
- Даниловка — посёлок.
- Завидовка — деревня.
- Иванова Слобода — деревня.
- Ильюхино — деревня.
- Ледешня — деревня.
- Касперка — деревня.
- Крестовский — посёлок.
- Макеевичи — агрогородок.
- Милославичи — агрогородок.
- Недведь[бел.] — деревня.
- Николаевка — деревня.
- Переволочня — деревня.
- Петровка — деревня.
- Пислятино — деревня.
- Питер — деревня.
- Пожарь — деревня.
- Путимель — деревня.
- Селище — деревня.
- Склимин — деревня.
- Соболевка — деревня.
- Соколовка — деревня.
- Стайки — деревня.
- Старый Стан — деревня.
- Тарасовичи — деревня.
- Тимошки — деревня.
- Титовка — деревня.
- Федотова Буда — деревня.
- Юрьевичи[бел.] — деревня.
- Якимовичи — деревня.

Упразднённые населённые пункты:
- Ворошиловка — посёлок.
- Лытковка — деревня.
- Совна — деревня.
- Третной Угол — деревня.